# Довбишський район
До́вбишський райо́н, також Довбиський район (деколи — Довбишанський, у 1926—35 роках — Мархлевський район, у 1939—44 роках — Щорський район) — адміністративно-територіальна одиниця УРСР, що існувала з 1925 по 1957 роки в складі Житомирської (Волинської) округи, Київської та Житомирської областей. Районний центр — село (згодом — селище міського типу) Довбиш.
Станом на 1 вересня 1946 року площа території району становила 600 км², кількість селищних рад — 3, сільських рад — 28, котрим підпорядковано 3 селища міського типу, 39 сіл та 8 хуторів.

## Історія та адміністративний устрій
Район утворено 1 вересня 1925 року, відповідно до постанови Волинського ОВК «Про утворення Довбишанського національного польського району на Житомирщині» від 19 серпня 1925 року, у складі Житомирської округи (згодом — Волинська округа) як польський національний район. На початках до складу району з територією 620 км² входило 26 сільських рад, згодом — 33, поступово кількість їх збільшилась до 38 (в 1932 році), 34 з котрих були польськими національними. Поступово територія району збільшилась до 660 км² та включала 120 сільських поселень.
До складу увійшли сільські ради Баранівського (Любарсько-Гутянська, Мар'янівська, Тартакська, Турівська, Явненська), Миропільського (Березівська, Биківська, Вилівська, Генрихівська, Дранецькохатківська, Соболівська, Тартачківська), Новоград-Волинського (Владинська, Слободочернецька), Пулинського (В'юнківська, Гуто-Юстинівська, Довбишська, Новозаводська, Олізарівська, Прутівська, Шереметівська), Троянівського (Улянівська) районів та новостворені Білківська, Дзекунська, Грузливецька, Жовтобрідська, Костянтинівська, Прутівська (німецька національна), Сарнівська, Сяберська та Шиєцько-Будська сільські ради.
9 вересня 1926 року район перейменовано в Мархлевський через перейменування районного центру на Мархлевськ.
23 травня 1928 року в складі району утворено Адамівську сільську раду. 3 червня 1930 року зі складу Пулинського німецького національного району передані Василівська, Здань-Болярська та Неборівська сільські ради.
2 вересня 1930 року скасовано поділ УРСР на округи, через що, від 15 вересня 1930 року, Мархлевський район, як і решта окремих адміністративних одиниць, перейшов у безпосереднє підпорядкування до республіканського центру. 9 лютого 1932 року район увійшов до складу новоствореної Київської області.
Відповідно до постанови ЦВК СРСР від 17 жовтня 1935 року, Мархлевський район ліквідовано, Білківську, Грузливецьку, Костянтинівську, Неборівську, Нейгеймську, Олізарівську, Прутівську та Шереметівську сільські ради передано до складу Червоноармійського району, Адамівську, Биківську, Генрихівську, Дерманківську, Дранецько-Хатківську, Кам'янобрідську, Любарсько-Гутську, Людвиківську, Мархлевську, Мар'янівську, Ольшанську, Сарнівську, Себерківську, Тартацьку, Турівську та Явненську сільські ради — до складу Баранівського району, В'юнківську, Жовтобрідську, Покостівську, Соболівську, Тартачківську, Улянівську та Шиєцько-Будську — до складу Житомирської міської ради, Владинську, Дзикунську, Кам'яно-Майданську та Слободо-Черницьку сільські ради — до складу Новоград-Волинської міської ради.
14 травня 1939 року відновлений у складі Житомирської області з назвою Щорський район з центром у с-щі Мархлевськ у складі 3 селищних і 24 сільських рад.
15 серпня 1944 року район перейменовано на Довбишський.
У 1941—44 роках територія району входила до складу гебітскомісаріату Звягель Генеральної округи Житомир. Було утворено Голубинську, Дерманську та Кароліно-Дерманську сільські управи.
11 серпня 1954 року ліквідовано Білківську, Вилівську, Грузливецьку, Гуто-Юстинівську, Дібровську, Жовтенську, Жовтобрідську, Залужненську, Калинівську, Костянтинівську, Любарсько-Гутянську, Ново-Прутівську, Олізарську, Сарнівську, Тартачківську та Тетірську сільські ради.
28 листопада 1957 року, відповідно до указу Президії Верховної ради УРСР, Довбишський район ліквідовано, територію розділено між сусідніми Баранівським, Дзержинським та Червоноармійським районами.

## Населення
Відповідно до результатів перепису населення 1926 року, в районі проживали 40 904 мешканці, з них за національністю (у відсотках до загальної кількости): поляки — 69,3, українці — 18,9, німці — 8,7, євреї — 2,5, росіяни — 0,4, чехи та білоруси — по 0,1.

## Економіка
На початку 1930-х років в районі працювали 4 великих та декілька малих підприємств: скляні — в Мар'янівці та Биківці, порцеляновий завод (заснований у 1840 році, відновлений в 1922 році) — у Мархлевську, у Кам'яному Броді — фаянсовий завод та газовий млин, у Новому Заводі — лісопильня та паровий млин, в Дубниках — шкіряний завод та черепично-цементна майстерня. Близько третини працівників проживали в селах та поєднували працю на виробництві з особистим селянським господарством.
Посівні площі району становили 28,4 тис. га, що складало 80,2 % території району. Близько 78 % від загальної площі ріллі становили посіви зернових культур. В 1935 році в районі налічувалось 48 молочних, 16 свинарських та 11 овечих ферм, МТС мала 22 трактори.
Процес колективізації в районі було розпочато у серпні 1929 року — тоді було створено перший колгосп, куди увійшли 13 бідняцьких господарств. До кінця року було створено ще 9 колгоспів, куди увійшли 123 приватних господарства. Станом на 1 листопада 1930 року, в районі нараховувалось 22 колгоспи, що об'єднали 600 особистих господарств та 9 тис. селян, що становило лише 6,7 % господарств та 10 % ріллі. Станом на 1932 р. було колективізовано 16,9 % господарств району, при середньому показникові примусової колективізації по УСРР 72 %.